# Viggo Mortensen (teolog)
 Der er flere personer med dette navn, se Viggo Mortensen (flertydig).
Viggo Mortensen (født 15. maj 1942 i Herringe) er en dansk teolog. Fra 1999 professor i systematisk teologi ved Aarhus Universitet med særlig henblik på kristendommens globale udvikling og økumeniske relationer. 
Han oprettede og ledede Center for Multireligiøse Studier 2002-2009. Han var leder af Det danske pluralismeprojekt (2003-07) og koordinator for det europæiske netværk til udforskning af nutidig religion i Europa (Religious Innovation and Pluralism in 21st Century Europe. RIPE). Han var 1991-99 direktør for studieafdelingen i Det Lutherske Verdensforbund i Geneve. 
Viggo Mortensen har et omfattende dansk og internationalt forfatterskab bag sig med henved 45 bøger og bidrag til bøger; desuden videnskabelige artikler og afhandlinger. Hans disputats om forholdet mellem teologi og naturvidenskab kom i 1988 og er oversat til tysk. Derudover har han som anmelder og kommentator bidraget til den offentlige debat om folkelige og teologiske emner. 
Han har som professor i global kristendom og missionsteologi koncentreret sig om udforskningen af den religiøse pluralisme med særlig vægt på de forandringsprocesser som kristendommen undergår, når dens tyngdepunkt forskyder sig mod syd. Han var 2003 – 09 medlem af Forskningsrådet for Kultur og Kommunikation og er medlem af flere internationale forskerpaneler. Viggo Mortensen udgav i 2022 En teologs erindringer. På jorden under himlen. (Forlaget Hovedland)